# 烏克蘭卡 (瓦西里夫卡區)
47°22′51″N 35°26′11″E / 47.38083°N 35.43639°E

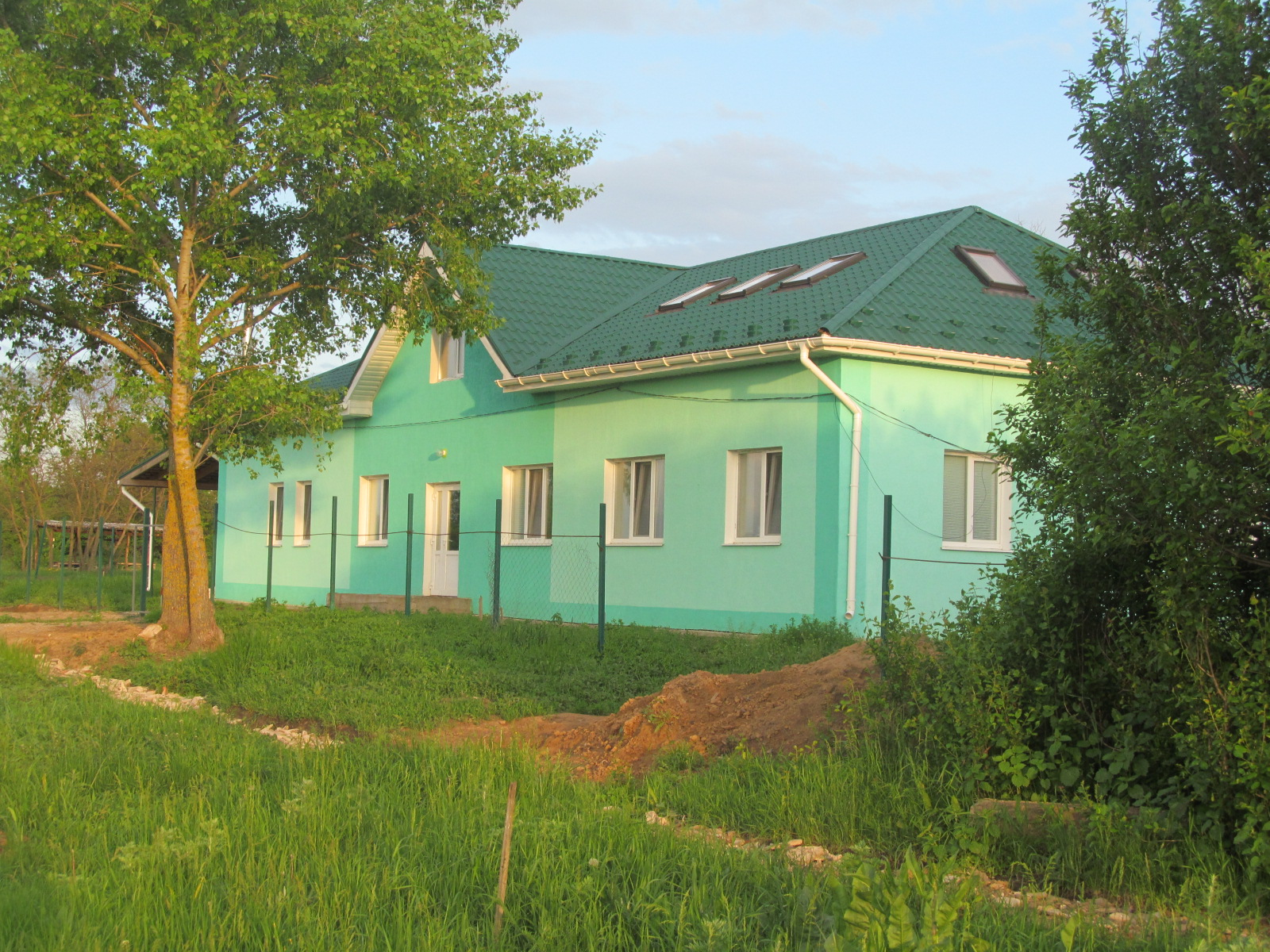
孤儿院

烏克兰卡（烏克蘭語：Українка）是位於烏克蘭東南部的村莊，由扎波羅熱州瓦西里夫卡區的羅茲多爾市鎮負責管轄。該村始建於1921年，面積0.57平方公里，海拔高度73米，2001年人口90，人口密度每平方公里157.9人。